# Famille Manin
 (août 2024).
La famille Manin (ou Manini) est une famille patricienne de Venise.

## Historique
Elle jouissait du titre de comte dans le Frioul, avant de migrer vers la Cité des Doges en 1651. Le comte Luigi paya les 100 000 ducats pour s'aggréger à la noblesse vénitienne. Il lui en couta autant pour que son fils Octaviano devienne procurateur de Saint-Marc.

Son plus illustre représentant fut Ludovico Manin (1725-1802), le 120e et dernier doge de Venise.

Daniele Manin (1804-1857), homme politique italien, chef de l’éphémère République de Saint-Marc, porta ce patronyme lorsque sa famille d'origine juive, se convertit au catholicisme. Le jeune Daniele prit alors le nom patronymique de son parrain qui n'était autre que le propre frère de Ludovico Manin.

## Armes

Armes des Manin.

Les armes des Manin se blasonnent ainsi d'un écu écartelé, au premier et dernier quartier d'or à un lion de gueules, contourné avec deux jambes, en l'espèce la droite de devant et la gauche de derrière d'azur. Au second et troisième, parti d'azur et d'argent, l'azur chargé d'un chien marin de sinople, couronné d'or et posé en pal et l'argent d'une face d'azur.

## Demeure

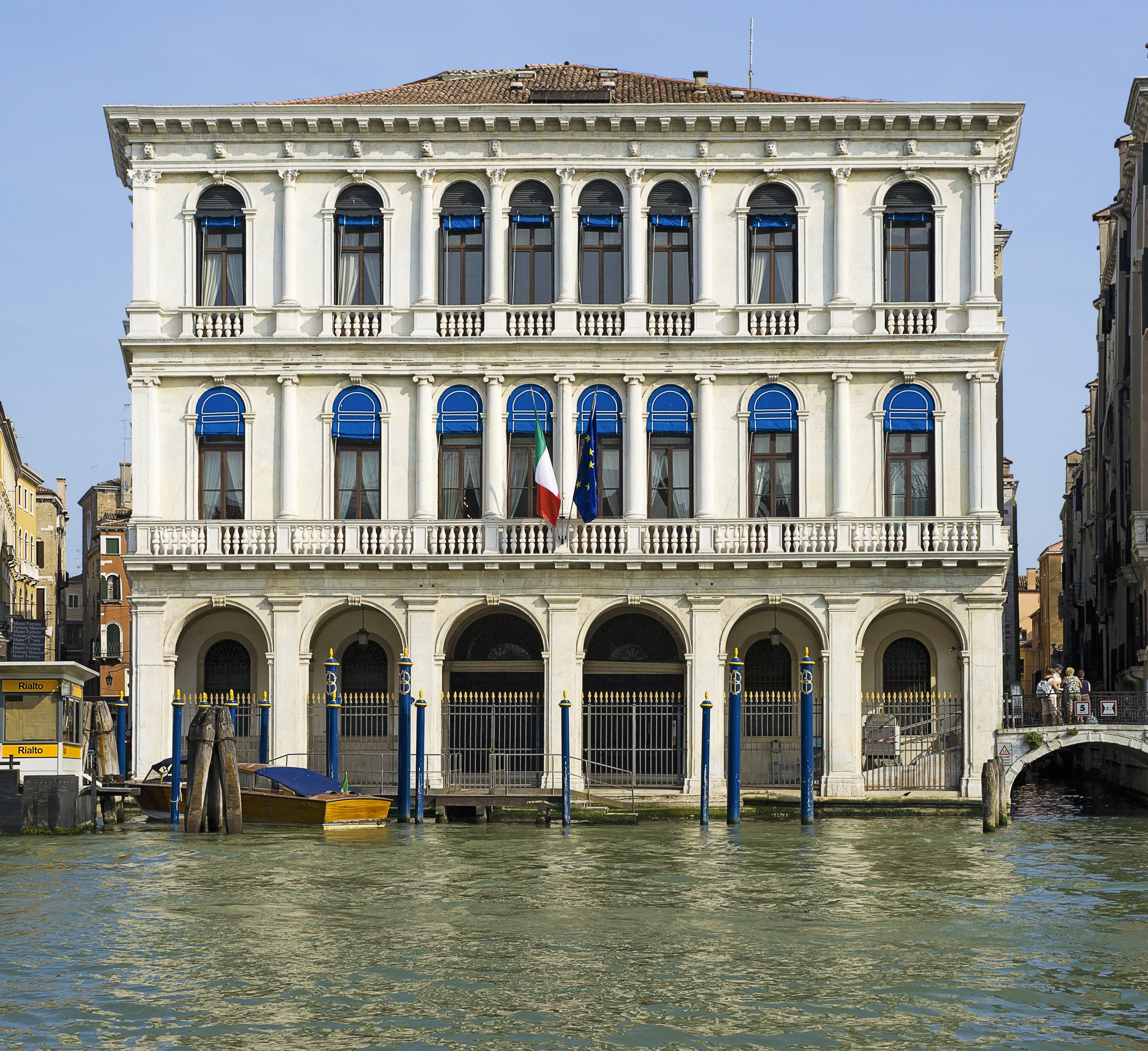
Le palais Dolfin-Manin sur le Grand Canal

- Palais Dolfin Manin